# Larvivora
Larvivora är ett nyligen beskrivet släkte som består av små östasiatiska tättingar som tidigare förts till de båda släktena Luscinia och Erithacus. Tidigare fördes arterna till familjen trastar (Turdidae), men placeras numera i familjen flugsnappare (Muscicapidae).
I perioder har flertalet eller alla arter i släktet Luscinia placerats i släktet Erithacus och tvärt om. Genetiska studier visar att dessa båda släkten borde delas upp eftersom de var parafyletiska och ett nytt släkte borde skapas som omfattar de östasiatiska arterna från Luscinia tillsammans med de östasiatiska arterna från släktet Erithacus – vilket resulterade i släktet Larvivora. Erithacus är idag begränsat till enbart rödhaken som tillhör en ej alls närbesläktad klad med afrikanska flugsnappare. Arterna i släktet Larvivora står närmast kortvingarna i Brachypteryx och Heinrichia samt bagoboskvättan.

## Arter
Idag urskiljs åtta arter i släktet:
- Himalayanäktergal (Larvivora brunnea)
- Blånäktergal (Larvivora cyane)
- Japansk näktergal (Larvivora akahige)
- Izunäktergal (Larvivora tanensis)
- Ryukyunäktergal (Larvivora komadori)
- Okinawanäktergal (Larvivora namiyei)
- Drillnäktergal (Larvivora sibilans)
- Rosthättad näktergal (Larvivora ruficeps)